# Ropovod Ingolstadt – Kralupy nad Vltavou – Litvínov

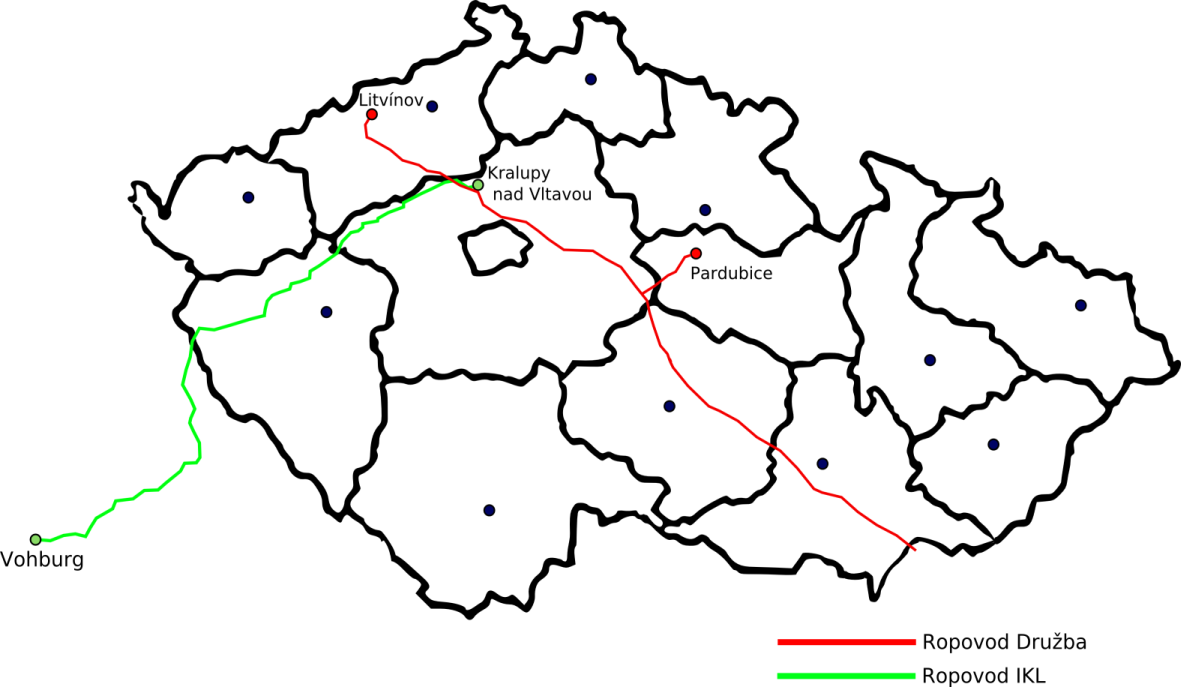
IKL

Ropovod Ingolstadt (oficiální zkratkou IKL podle plánované trasy Ingolstadt – Kralupy nad Vltavou – Litvínov nebo MERO jako zkratka německého Mitteleuropäische Rohölleitung) je ropovod, který do Česka přivádí arabskou ropu, jako to měl činit ropovod Adria. Provozovatelem ropovodu je společnost MERO ČR, a. s. a MERO Germany AG. Je pokračováním Transalpského ropovodu.

## Význam
Ropovod o průměru 70 cm byl vybudován v 90. letech 20. století s cílem ukončit závislost České republiky na jediném zdroji v Rusku (ropovod Družba). Původně plánovaná trasa byla nakonec změněna na Vohburg an der Donau – Nelahozeves, nicméně jméno IKL bylo z historických důvodů zachováno. Zároveň s budováním tohoto ropovodu byla řešena potřeba velkého skladu ropy k vytvoření zásob pro případ výpadků v dovozu. Toto centrální tankoviště ropy vzniklo poblíž Nelahozevsi u Kralup nad Vltavou. Ropovod IKL umožňuje zásobovat veškerou rafinérskou kapacitu v České republice.

## Historie
Stavba ropovodu slavnostně začala 1. září 1994. 20. dubna 1995 byly na stavbu dodány poslední trubky, svařování skončilo 12. května téhož roku. Domky elektroinstalace byly dokončeny v dubnu 1995. V srpnu 1995 byl slavnostně dokončen poslední svár. 15. prosince 1995 byla do ropovodu načerpána první ropa.

## Technické parametry[3]
- Délka: 347,4 km (z toho 168,6 km na území České republiky)
- Přepravní kapacita: 11 milionů tun ročně
- Objem ropovodu: 140 000 m3
- Rychlost proudění ropy v potrubí: 0,5 - 1,2 m/s